# جنگ اول کارلیست‌ها
جنگ اول کارلیست‌ها (انگلیسی: First Carlist War) جنگ داخلی در اسپانیا از سال ۱۸۳۳ تا ۱۸۴۰، اولین جنگ از سه جنگ کارلیست‌ها بود. این جنگ بین دو جناح بر سر جانشینی تاج و تخت و ماهیت پادشاهی اسپانیا درگرفت: هواداران محافظه‌کار و تحول‌گرای برادر پادشاه فقید، کارلوس دو بوربون (یا کارلوس پنجم)، به عنوان کارلیست‌ها (کارلیست‌ها) شناخته شدند، در حالی که هواداران مترقی و مرکزگرای نایب‌السلطنه، ماریا کریستینا، که از طرف ایزابلا دوم اسپانیا عمل می‌کرد، لیبرال‌ها (لیبرال‌ها)، کریستینوس یا ایزابلینوس نامیده می‌شدند. گذشته از اینکه این جنگ جانشینی بر سر این سؤال بود که جانشین برحق پادشاه فردیناند هفتم اسپانیا کیست، هدف کارلیست‌ها بازگشت به سلطنت مطلقه بود، در حالی که لیبرال‌ها به دنبال دفاع از سلطنت مشروطه بودند.
این بزرگ‌ترین و مرگبارترین جنگ داخلی در اروپای قرن نوزدهم بود و تعداد افراد درگیر در آن از جنگ استقلال اسپانیا بیشتر بود. این جنگ، بسته به آمار، ممکن است بزرگ‌ترین جنبش ضدانقلابی در اروپای قرن نوزدهم بوده باشد. علاوه بر این، این جنگ «آخرین درگیری بزرگ اروپایی در عصر پیش از صنعتی شدن» محسوب می‌شود. این درگیری مسئول مرگ ۵٪ از جمعیت اسپانیا در سال ۱۸۳۳ بود، که تلفات نظامی به تنهایی نیمی از این تعداد را تشکیل می‌داد. این جنگ عمدتاً در جنوب باسک، مائسترازگو و کاتالونیا رخ داد و با حملات و انتقام‌های بی‌پایان علیه ارتش‌ها و غیرنظامیان مشخص می‌شد.
نکته مهم این است که این جنگ همچنین پیش‌درآمدی بر ایده دو اسپانیا محسوب می‌شود که یک قرن بعد در طول جنگ داخلی اسپانیا مطرح شد.